# تورنمنت شطرنج

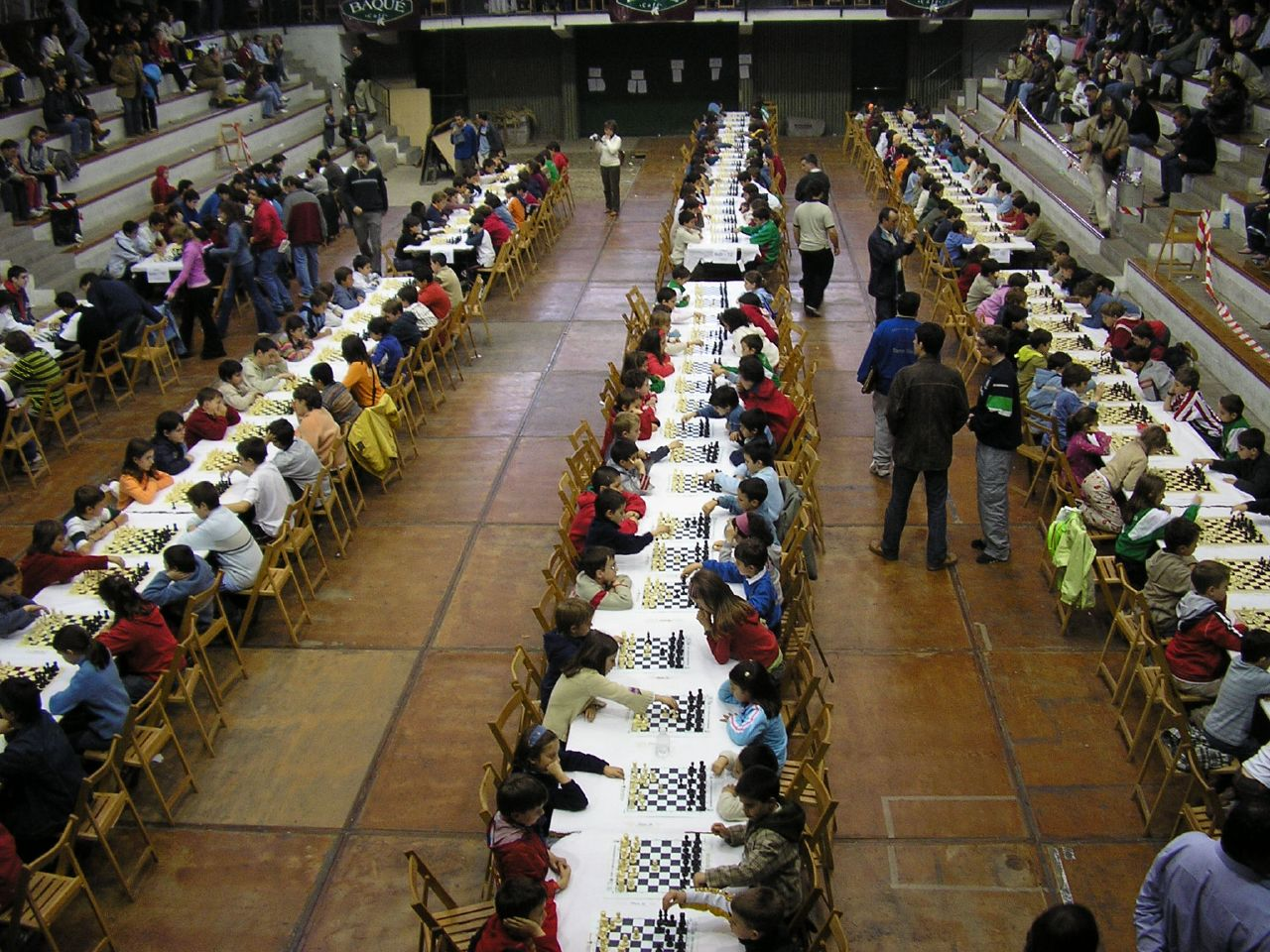
یک تورنمنت بزرگ شطرنج جوانان در اسپانیا

تورنمنت شطرنج یا مسابقات چندجانبهٔ شطرنج به مجموعه‌ای از بازی‌های شطرنج گفته می‌شود که به‌طور رقابتی برای تعیین یک قهرمان به صورت انفرادی یا تیمی برگزار می‌شود. از زمان برگزاری اولین تورنمنت بین‌المللی شطرنج در سال ۱۸۵۱ در لندن، این روش مسابقه تبدیل به شیوهٔ استاندارد برگزاری رقابت‌های شطرنج میان بازیکنان جدی این رشته شده‌است.
امروزه تورنمنت شطرنج لینارس و تورنمنت شطرنج کروس (ویک آن زی) که هر سال بین تعدادی بهترین شطرنج‌بازان برگزار می‌شوند، معتبرترین تورنمنت‌های انفرادی شطرنج به‌شمار می‌روند. المپیاد شطرنج هم که در ‌آن ورزش‌کاران برای تیم کشور خود مسابقه می‌دهند، بزرگ‌ترین تورنمنت تیمی شطرنج دنیاست.
از دههٔ ۱۹۵۰ حتی کامپیوترهای شطرنج‌باز نیز به برخی تورنمنت‌های شطرنج وارد شده‌اند.
بیشتر این تورنمنت‌ها بر اساس دستنامهٔ فدراسیون بین‌المللی شطرنج (فیده)، که قوانین و دستورالعمل‌هایی را برای روش برگزاری مسابقات تعیین می‌کند، سازماندهی می‌شوند. تورنمنت‌های شطرنج عمدتاً به روش‌های دوره‌ای، سوئیسی و حذفی برگزار می‌شوند.